# HV-1 Mufli
HV-1 Mufli z roku 1933 je jedno z prvních "letu" schopných letadel poháněných pouze lidskou silou. Konstrukci a stavbu provedli Helmut Haeßler a Franz Villinger z Německa. Název je složen z prvních písmen příjmení konstruktérů (H a V), pořadového čísla stroje (1) a "Mufli" vzniklo složením německých slov Muskelkraft - síla svalů - a Flugzeug - letadlo.

## Historie
V roce 1933 vypsala německá Frankfurter Polytechnische Gesellschaft (Polytechnická společnost ve Frankfurtu) cenu na podporu vývoje letadla schopného přímého letu na vzdálenost 1 km pouze pomocí pohonu lidskou silou (podobná cena byla ovšem vypsána již před 1. světovou válkou Robertem Peugeotem ve Francii - viz Poulain-Farman - a následně v roce 1936 ji vypsala pro italské občany také italská vláda - viz Pedaliante).
Z marných pokusů o získání některé z těchto cen byl do roku 1935 nejlepší právě německý HV-1 Mufli inženýrů Haeßlera a Villingera, kteří v té době byli zaměstnáni u německého leteckého výrobce Junkers, v Dessau (jednalo se ovšem o soukromý projekt uvedených konstruktérů, stavba stroje sice proběhla v dílnách Junkers, ale tento výrobce s HV-1 nemá nic víc společného).

## Lety
Se strojem bylo uskutečněno na 120 pokusů o let. Ten nejdelší bez vnější pomoci uskutečnil pilot/pohon Karl Dünnebeil dne 30. srpna 1935 a měřil 235 m a trval 23 sekund.
Poté následovaly pokusy, kdy byl start proveden pomocí katapultu (napjatého gumového lana). 17. listopadu 1936 HV-1 s touto pomocí ulétl 427 m a nejdelší let 712 m se uskutečnil 4. července 1937.

## Technické údaje
- Rozpětí: 11 m
- Hmotnost (prázdná): 34 kg (?)

(údaje jsou pouze orientační)